# ستيفن نيدوروسيك
ستيفن جون نيدوروسيك OLY (يُنطق بالإنجليزية: /ˌnɛdəˈrɒzɪk/؛ NED-ə-ROZ-ik؛ مواليد 28 أكتوبر 1998) هو لاعب جمباز فني أمريكي. متخصص في حصان المقابض، وهو حائز على ميداليتين أولمبيتين في الجمباز في حصان الحلق، وبطل العالم في بطولة العالم للجمباز الفني 2021 - وهو الأمريكي الأول والوحيد الذي يفوز بهذا الحدث - وبطل كأس العالم للاتحاد الدولي للجمباز مرتين، وبطل الولايات المتحدة الوطني أربع مرات، وبطل الرابطة الوطنية لرياضة الجامعات (NCAA) مرتين لهذا الجهاز.
عضو في الفريق الوطني الأمريكي للرجال، مثل نيدوروسيك بلده في الألعاب الأولمبية الصيفية 2024. فاز بميدالية برونزية فردية في حصان الحلق، ليصبح رابع رجل أمريكي فقط منذ الحرب العالمية الثانية يفوز بميدالية أولمبية على هذا الجهاز، وميدالية برونزية أخرى في حدث الفرق، وهي أول ميدالية أولمبية لفريق الجمباز الأمريكي للرجال منذ عام 2008.

## النشأة والتعليم
ولد ستيفن جون نيدوروسيك في 28 أكتوبر 1998 في ورسستر، ماساتشوستس. والده، جون نيدوروسيك، هو ضابط شرطة متقاعد في قسم شرطة ويبستر، ووالدته، شيريل نيدوروسيك (اسمها قبل الزواج كورتني)، هي مديرة تجربة العملاء في مصرف ادخار محلي في هولدن. نشأ في إنديان ليك مع أخته الكبرى سامانثا، وأخته التوأم أناستاسيا. جده من جهة الأب، الذي سمي نيدوروسيك على اسمه، كان مخضرمًا في البحرية الأمريكية خدم في الحرب العالمية الثانية والحرب الكورية. نيدوروسيك من أصل بولندي وسلوفاكي؛ هاجر أجداده الكبار من جهة الأب من هاليغوفسه وفيلكا ليسنا الحاليتين في سلوفاكيا.
ولد نيدوروسيك بـالحول والثلامة، مما تسبب في افتقاره إلى إدراك العمق وحساسية عالية للضوء. تتطلب ضعف البصر لديه ارتداء النظارات وتمنعه من الحصول على رخصة قيادة. وهو أيضًا مصاب بـالربو. درس نيدوروسيك الهندسة الكهروميكانيكية في مدرسة ووستر التقنية الثانوية وكان جزءًا من برنامج تكنولوجيا الأتمتة والروبوتات فيها. ثم التحق بـجامعة ولاية بنسلفانيا، وتخرج بدرجة في الهندسة الكهربائية في عام 2020.

## مسيرة الجمباز
بدأ نيدوروسيك مسيرته في الجمباز عام 2003 وتنافس على جميع الأجهزة. في فترة دراسته الثانوية تقريبًا، لاحظ أنه يتقدم فقط في حصان المقابض وقرر التخصص في هذا الجهاز. في عامي 2015 و 2016، فاز باللقب الوطني الأولمبي للناشئين على حصان المقابض. وهو معروف جيدًا بمنافسته وهو يرتدي نظارات واقية كانت في الأصل هدية سانتا السري له من زميله في فريق بن ستيت، بن كوبرمان.

### 2017
بدأ نيدوروسيك المنافسة لصالح فريق بن ستيت نيتاني ليونز في عام 2017 وأصبح بطل الرابطة الوطنية لرياضة الجامعات (NCAA) على حصان المقابض خلال موسمه الأول. بالإضافة إلى ذلك، تأهل للمنافسة في بطولة الولايات المتحدة الوطنية 2017، حيث احتل المركز السابع على حصان المقابض.

### 2018
بدأ نيدوروسيك موسم 2018 بالمنافسة في تحدي كأس الشتاء وحصل على المركز الرابع على حصان المقابض. فاز نيدوروسيك بلقب مؤتمر بيج تين على حصان المقابض. في بطولات NCAA الوطنية 2018، دافع نيدوروسيك عن لقبه في حصان المقابض وساعد فريق بن ستيت على احتلال المركز السادس كفريق. على الرغم من تأهله المسبق لبطولة الولايات المتحدة الوطنية، تنافس نيدوروسيك في التصفيات الوطنية، حيث احتل المركز الرابع على حصان المقابض. في البطولات الوطنية، احتل نيدوروسيك المركز التاسع على حصان المقابض بعد أداء دون المستوى في اليوم الثاني من المنافسة.

### 2019
تنافس نيدوروسيك في كأس الشتاء 2019 وحصل على المركز الأول على حصان المقابض، فائزًا بأول لقب له على مستوى النخبة. نتيجة لذلك، تم ضمه إلى الفريق الوطني لأول مرة. شارك نيدوروسيك لأول مرة دوليًا في كأس العالم في الدوحة، حيث احتل المركز السادس. في بطولات NCAA الوطنية، ساعد نيدوروسيك فريق بن ستيت على احتلال المركز السادس كفريق بينما احتل هو المركز الثاني على حصان المقابض خلف أليك يودر من جامعة ولاية أوهايو.
تم اختيار نيدوروسيك وأليكس دياب للمنافسة في الألعاب الجامعية العالمية. احتل نيدوروسيك المركز الثالث عشر خلال التصفيات ولم يتأهل إلى نهائي حصان المقابض. في بطولة الولايات المتحدة الوطنية 2019، احتل المركز الثاني على حصان المقابض خلف سام ميكولاك. أنهى نيدوروسيك الموسم بالمنافسة في كأس العالم في كوتبوس، حيث احتل المركز الثامن.

### 2020–21
في أوائل عام 2020، تنافس نيدوروسيك في كأس العالم في ملبورن وفاز بالميدالية الذهبية على حصان المقابض، وهي أول ميدالية دولية له. ثم سافر إلى أذربيجان للمنافسة في كأس العالم في باكو؛ ومع ذلك، عاد فورًا إلى الوطن عندما رفعت وزارة الخارجية الأمريكية مستوى تحذير السفر إلى أذربيجان بسبب مخاوف كوفيد-19. تم تقصير موسم نيدوروسيك الأخير في NCAA بسبب جائحة فيروس كورونا المستمرة، وتم إلغاء بطولات NCAA. حصل نيدوروسيك على جائزة نيسين-إيمري، وهي أعلى تكريم في رياضة الجمباز للرجال في الكليات.

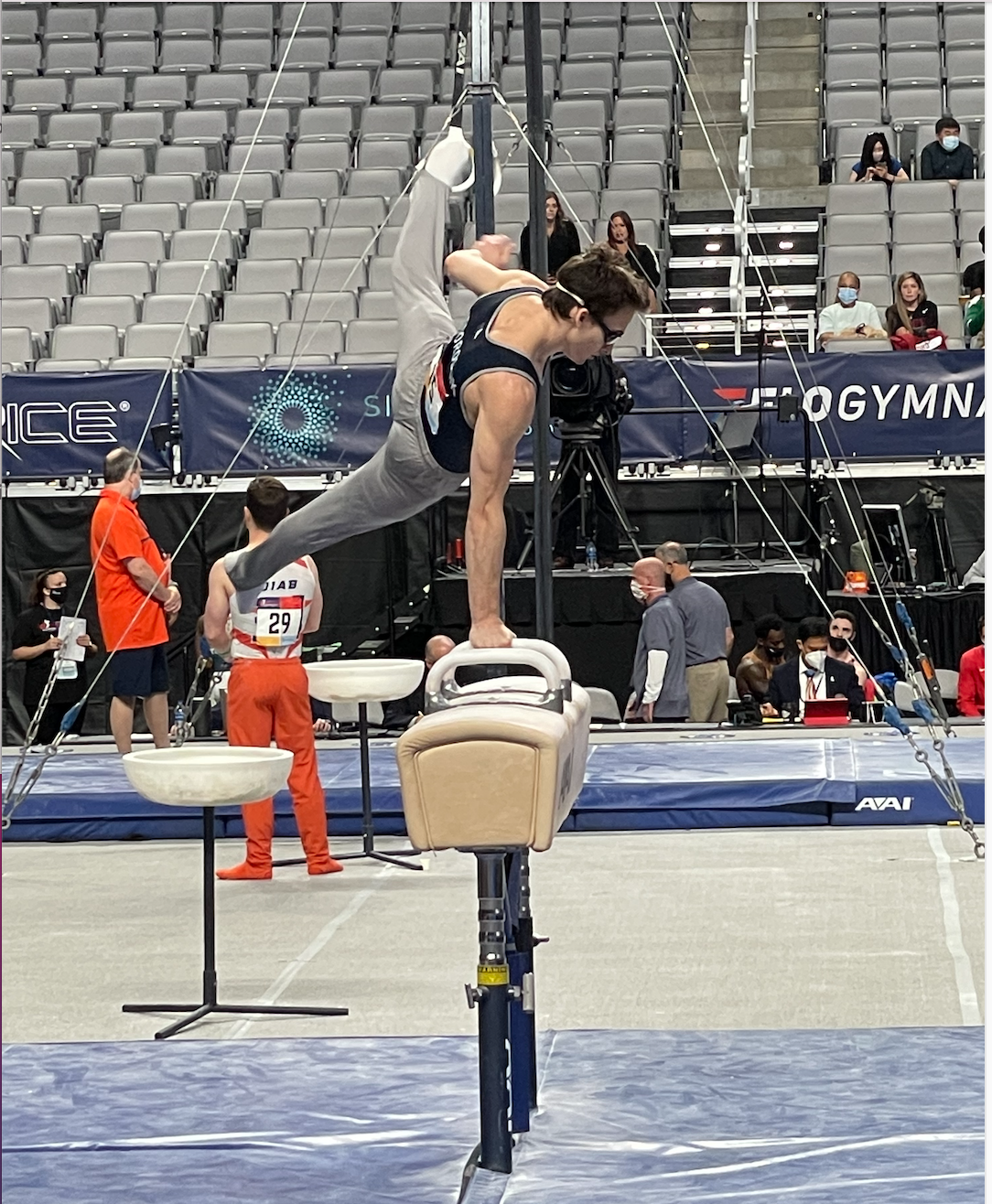
نيدوروسيك في البطولات الوطنية 2021

عاد نيدوروسيك للمنافسة في كأس الشتاء 2021، حيث احتل المركز الثاني على حصان المقابض خلف أليك يودر. في بطولة الولايات المتحدة الوطنية 2021، احتل نيدوروسيك المركز الأول على حصان المقابض وفاز بأول لقب وطني له على مستوى النخبة. نتيجة لذلك، تأهل للمنافسة في التجارب الأولمبية 2020. في التجارب الأولمبية، سقط نيدوروسيك في اليوم الأول من المنافسة. نتيجة لذلك، احتل المركز الثالث على حصان المقابض واختارت لجنة الاختيار أليك يودر، الذي احتل المركز الأول، كالرياضي الفردي لإرساله إلى الألعاب الأولمبية.
في سبتمبر، تنافس نيدوروسيك في تجارب اختيار فريق بطولة العالم. تم اختياره كواحد من الأعضاء الستة بعد تسجيله 14.8 و 15.5 خلال يومي المنافسة. في بطولة العالم 2021، تأهل نيدوروسيك إلى نهائي حصان المقابض في المركز الثاني، خلف ونغ هاو من الصين. خلال النهائي، تفوق على كل من ونغ والحائز على الميدالية البرونزية الأولمبية 2020 كازوما كايا ليفوز بلقب بطولة العالم. كان هذا أول لقب عالمي للولايات المتحدة على حصان المقابض وأول ميدالية ذهبية يفوز بها لاعب جمباز فني أمريكي منذ عام 2011. بالإضافة إلى ذلك، كانت هذه هي الميدالية الذهبية الوحيدة التي فاز بها لاعب جمباز أمريكي، رجلًا أو امرأة، في بطولة العالم 2021.

### 2022
في أواخر يوليو، عاد نيدوروسيك للمنافسة وشارك في بطولة الولايات المتحدة الكلاسيكية. على الرغم من سقوطه من على حصان المقابض، إلا أنه أنهى بأعلى درجة. ثم تنافس في بطولة الولايات المتحدة الوطنية، حيث فاز بلقبه الوطني الثاني على التوالي على حصان المقابض. في أكتوبر، تم اختيار نيدوروسيك للفريق للمنافسة في بطولة العالم 2022 إلى جانب برودي مالون، وآشر هونغ، وكولت ووكر، ودونيل ويتنبرغ. خلال التصفيات، احتل نيدوروسيك المركز الثاني على حصان المقابض وتأهل لنهائي الجهاز. خلال نهائي الفرق، ساهم بدرجات على حصان المقابض في حصول الولايات المتحدة على المركز الخامس. خلال نهائي حصان المقابض، احتل المركز الخامس.

### 2023
في فبراير، تنافس نيدوروسيك في كأس الشتاء؛ احتل المركز الثالث على حصان المقابض خلف إيان سكيركي وإغناسيو يوكيرز. في أغسطس، تنافس نيدوروسيك في بطولة كور هيدريشن الكلاسيكية واحتل المركز الأول على حصان المقابض. ثم تنافس في بطولة إكسفينيتي الوطنية، حيث احتل المركز الأول مرة أخرى على حصان المقابض. في اليوم التالي، تم اختياره للفريق للمنافسة في دورة الألعاب الأمريكية التي ستقام في أواخر أكتوبر إلى جانب دونيل ويتنبرغ، وكولت ووكر، وشين ويسكوس (الذي استبدل لاحقًا بـكوران فيليبس)، وكاميرون بوك.
في دورة الألعاب الأمريكية، ساعد نيدوروسيك الولايات المتحدة على الفوز بذهبية الفرق. فرديًا، تأهل لنهائي حصان المقابض. خلال نهائي حصان المقابض، احتل المركز الخامس.

### 2024
في مارس 2024، تنافس نيدوروسيك في كأس العالم في باكو، حيث فاز بالذهب مناصفة على حصان المقابض مع لي تشيه-كاي.
خلال بطولة الولايات المتحدة الوطنية 2024، فاز نيدوروسيك باللقب الوطني لحصان المقابض. أدى ذلك إلى اختياره للفريق الوطني الأمريكي لعام 2024 وتأهله للمنافسة في التجارب الأولمبية الأمريكية 2024. بعد أدائه في بطولة الولايات المتحدة الوطنية والتجارب الأولمبية الأمريكية، حيث وضعته نتيجته المجمعة في المركز الأول على حصان المقابض، تم اختياره لفريق الفريق الأولمبي الأمريكي للمنافسة في الألعاب الأولمبية 2024 إلى جانب برودي مالون، وفريد ريتشارد، وآشر هونغ، وبول جودا.
| "إنه [البصر] ليس واضحًا بالضرورة، لكن الشيء المتعلق بحصان المقابض هو أنني إذا أبقيت عليها [النظارات]، فسوف تطير في مكان ما. عندما أصعد على حصان المقابض، الأمر كله يتعلق بالشعور بالجهاز. أنا لا أرى حتى عندما أقوم بحركاتي في الجمباز. الأمر كله في اليدين - يمكنني أن أشعر بكل شيء." |
| —– نيدوروسيك في باريس، 2024 |

#### الألعاب الأولمبية 2024

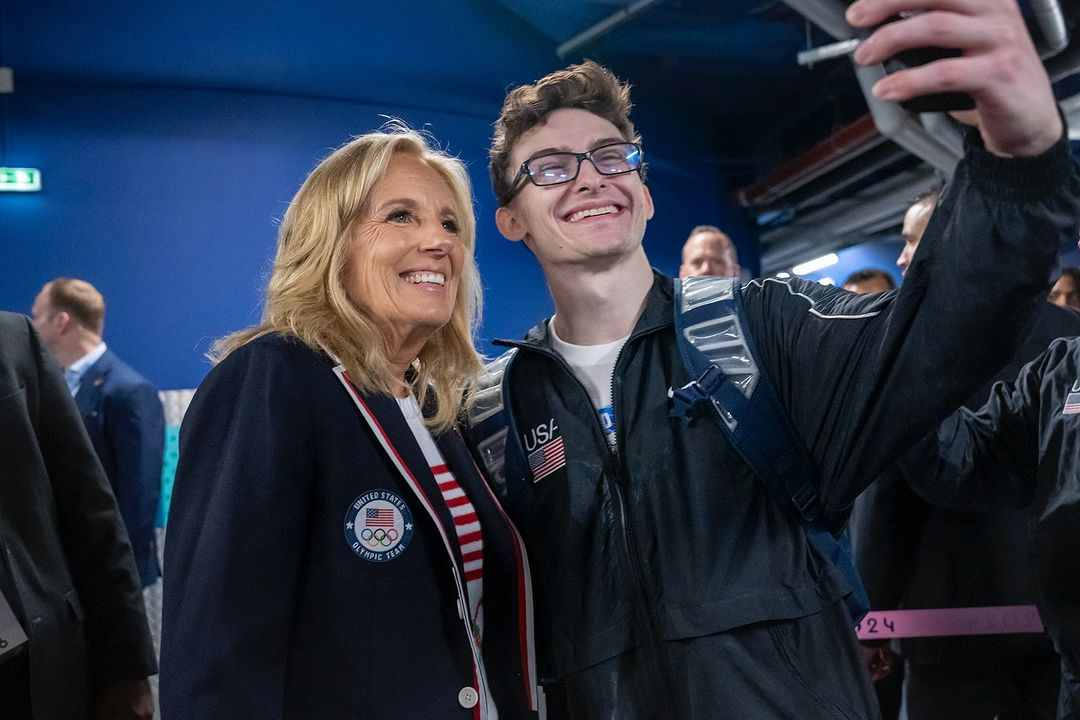
نيدوروسيك والسيدة الأولى جيل بايدن في الألعاب الأولمبية الصيفية 2024

خلال التصفيات في الألعاب الأولمبية، تأهل نيدوروسيك لنهائي حصان المقابض في المركز الثاني، خلف ريس مكلينغان. سجل كلاهما 15.200؛ ومع ذلك، تأهل مكلينغان إلى النهائي باعتباره لاعب الجمباز الأعلى تصنيفًا بناءً على درجة التنفيذ الأعلى لديه. بالإضافة إلى ذلك، ساعد فريق الولايات المتحدة على التأهل إلى نهائي الفرق في المركز الخامس. نظرًا لهذا التصنيف الخامس، بدأت الولايات المتحدة نهائي الفرق بالمنافسة على جهاز الحلق وستنهي على حصان المقابض. لذلك كان على نيدوروسيك الانتظار حوالي ساعتين ونصف قبل المنافسة في روتينه الوحيد في حدث نهائي الفرق. في روتينه على حصان المقابض، أدى نيدوروسيك مجموعة أقل صعوبة من تلك التي أداها في التصفيات لكنه سجل 14.866، مما ساعد فريق الولايات المتحدة على الفوز بالميدالية البرونزية، وهي أول ميدالية له منذ ألعاب 2008.
في نهائي حصان المقابض، سجل 15.300 ليفوز بالميدالية البرونزية، وهي أول ميدالية فردية لفريق الرجال منذ ألعاب 2016.

## في الإعلام
حظي نيدوروسيك باهتمام إعلامي كبير لأدائه في الألعاب الأولمبية الصيفية 2024 وأطلق عليه لقب "المتخصص" و "رجل حصان المقابض" (Pommel Horse Guy). تمت مقارنة خلعه لنظاراته قبل روتينه على حصان المقابض على نطاق واسع بتحول كلارك كينت إلى سوبرمان. بعد عودته إلى الوطن من الألعاب الأولمبية، تلقى نيدوروسيك تحية افتراضية من الممثل ديفيد كورينسويت، الذي يلعب دور الشخصية الرئيسية في فيلم سوبرمان (2025)، نيابة عن منظمة Gold Meets Golden غير الربحية وشريكتها سامسونج.
ظهر نيدوروسيك في برنامج الليلة بطولة جيمي فالون في حلقة 13 أغسطس 2024. في اليوم التالي، ظهر في برنامج Today Show مع البي بوي فيكتور مونتالفو، وبرنامج Watch What Happens Live! إلى جانب العداءة غابي توماس. كما ظهر كمقدم مشارك مع الأولمبيين كايلب دريسيل وإلونا ماهر، والبارالمبي عزرا فريتش، والممثلين بريندان هنت وجين لنتش، في جوائز الإيمي برايم تايم السادسة والسبعون.

### الرقص مع النجوم
كان من المقرر في البداية أن يشارك نيدوروسيك في جولة الذهب فوق أمريكا 2024، لكنه انسحب للمشاركة في الموسم 33 من برنامج الرقص مع النجوم. كان أول لاعب جمباز ذكر ينافس في السلسلة، وتم إقرانه بالراقصة المحترفة ريلي أرنولد. وصلا إلى النهائي واحتلا المركز الرابع في 26 نوفمبر 2024. شارك نيدوروسيك في استضافة جولة Dancing with the Stars: Live! في عام 2025، إلى جانب الراقصة المحترفة إيما سلاتر.
| الأسبوع # | الرقصة / الأغنية                                                                      | الموضوع            | نتائج الحكام | نتائج الحكام | نتائج الحكام | نتائج الحكام | النتيجة       |
| --------- | ------------------------------------------------------------------------------------- | ------------------ | ------------ | ------------ | ------------ | ------------ | ------------- |
| الأسبوع # | الرقصة / الأغنية                                                                      | الموضوع            | إينابا       | ضيف          | هاف          | تونيولي      | النتيجة       |
| 1         | جيف / "لا توقفني الآن"                                                                | العرض الأول للموسم | 7            | -            | 7            | 7            | لا يوجد إقصاء |
| 2         | باسو دوبلي / "موسيقى سوبرمان"                                                         | ليلة الأوسكار      | 8            | -            | 7            | 7            | آمن           |
| 3         | كويك ستيب / "الخرافة"                                                                 | قطار الروح         | 8            | 8            | 7 1          | 7            | لا يوجد إقصاء |
| 4         | فوكستروت / "ها أنا ذاهب مرة أخرى"                                                     | هير ميتال          | 8            | 8            | 8 2          | 8            | آمن           |
| 5         | تانغو أرجنتيني / "جيش الأمم السبع"                                                    | ليلة الإهداء       | 8            | 8            | 9 3          | 8            | آمن           |
| 6         | تشارلستون / "نجمة تولد" رقصة حرة جماعية (فريق زئير) / "لا أستطيع الانتظار لأكون ملكًا" | ليلة ديزني         | 8            | -            | 8            | 8            | آمن           |
| 7         | رقص معاصر / "ركضت (بعيدًا جدًا)"                                                        | كوابيس الهالوين    | 10           | -            | 9            | 9            | آمن           |
| 8         | فالس فييني / "لمحة منا" جيف فوري / "الحب محرج"                                        | احتفال الذكرى 500  | 10 9         | -            | 10 8         | 9 8          | آمن           |
| 9         | تشا تشا / "بايلار" تانغو / "تصرف جميل"                                                | نصف النهائي        | 8 10         | -            | 8 9          | 9            | لا يوجد إقصاء |
| 10        | كويك ستيب / "سأكون هناك من أجلك" رقص حر / "تحيا الحياة"                               | النهائيات          | 10           | -            | 9 10         | 10           | المركز الرابع |

1 الحكمة الضيفة روزي بيريز

2 الحكم الضيف جين سيمونس

3 الحكم الضيف مارك بالاس

## الحياة الشخصية
يرتبط نيدوروسيك بعلاقة مع لاعبة الجمباز المتقاعدة تيس ماكراكين، التي تنافست أيضًا لصالح فريق بن ستيت نيتاني ليونز، منذ 4 يوليو 2016. هما أحباب الكلية، حيث التقيا كطلاب جدد قادمين أثناء مشاركتهما في توجيه الطلاب. يقيم الزوجان حاليًا في ساراسوتا، فلوريدا، مع قطهما البرتقالي العتابي كيوشو.
أثناء المسابقات والمظاهر التلفزيونية، يرسل نيدوروسيك تحيات غير لفظية لأحبائه عن طريق شد أذنه اليمنى بلطف. نشأت هذه الحركة كإشارة لجده وتشترك في أوجه التشابه مع كارول بيرنت وحركتها المميزة في نهاية كل حلقة من برنامجها التلفزيوني الذي يحمل اسمها ‏.
تم وصف نيدوروسيك بأنه متواضع ومتزن. قال مايكل ميجر، أحد معلميه في المدرسة الثانوية، "أتذكر قصة: في السنة الأخيرة، كان دائمًا في المدرسة، لم يتغيب يومًا، ثم تغيب يومين أو ثلاثة على التوالي، وعاد إلى المدرسة. قلت له، 'ستيفن، أين كنت بحق الجحيم؟' فقال 'كنت في الألعاب الأولمبية للناشئين'. قلت، 'هيا... تفعل ماذا؟' قال، 'أنا في الجمباز وتنافست في حصان المقابض'. قلت، 'حسنًا، كيف كان أداؤك؟' قال 'لقد فزت'، هكذا ببساطة، لم تكن لتعرف هذا الشاب أبدًا، ليس متفاخرًا، ولا يروي قصة، فقط يذهب ويفعل ما عليه."
خارج الجمباز، يستمتع نيدوروسيك بلعب الشطرنج، وألعاب الفيديو - خاصة روكيت ليغ - وحل سودوكو، ومكعب روبيك؛ بالنسبة للأخير، لديه رقم قياسي شخصي يبلغ 8.664 ثانية. شارك نيدوروسيك في PogChamps 6، حيث خسر في نصف النهائي أمام إيبيريشي إيز.

## تاريخ المنافسات
| السنة | الحدث                                      | الفريق      | الفردي العام | الحركات الأرضية | حصان المقابض | الحلق | منصة القفز | المتوازي | العقلة |
| ----- | ------------------------------------------ | ----------- | ------------ | --------------- | ------------ | ----- | ---------- | -------- | ------ |
| 2015  | البطولة الوطنية للأولمبياد للناشئين (JO15) |             |              |                 | قالب:ذهب1    |       |            |          |        |
| 2016  | البطولة الوطنية للأولمبياد للناشئين (JO16) |             |              |                 | قالب:ذهب1    |       |            |          |        |
| 2017  | بطولات NCAA                                |             |              |                 | قالب:ذهب1    |       |            |          |        |
| 2017  | بطولة الولايات المتحدة الوطنية             |             |              |                 | 7            |       |            |          |        |
| 2018  | كأس الشتاء                                 |             |              |                 | 4            |       |            |          |        |
| 2018  | بطولات NCAA                                | 6           |              |                 | قالب:ذهب1    |       |            |          |        |
| 2018  | التصفيات الوطنية                           |             |              |                 | قالب:برونز3  |       |            |          |        |
| 2018  | بطولة الولايات المتحدة الوطنية             |             |              |                 | 9            |       |            |          |        |
| 2019  | كأس الشتاء                                 |             |              |                 | قالب:ذهب1    |       |            |          |        |
| 2019  | كأس العالم في الدوحة                       |             |              |                 | 6            |       |            |          |        |
| 2019  | بطولات NCAA                                | 6           |              |                 | قالب:فضة2    |       |            |          |        |
| 2019  | الألعاب الجامعية الصيفية                   |             |              |                 | 13           |       |            |          |        |
| 2019  | بطولة الولايات المتحدة الوطنية             |             |              |                 | قالب:فضة2    |       |            |          |        |
| 2019  | كأس العالم في كوتبوس                       |             |              |                 | 8            |       |            |          |        |
| 2020  | كأس العالم في ملبورن                       |             |              |                 | قالب:ذهب1    |       |            |          |        |
| 2021  | كأس الشتاء                                 |             |              |                 | قالب:فضة2    |       |            |          |        |
| 2021  | بطولة الولايات المتحدة الوطنية             |             |              |                 | قالب:ذهب1    |       |            |          |        |
| 2021  | التجارب الأولمبية                          |             |              |                 | قالب:برونز3  |       |            |          |        |
| 2021  | تجارب فريق بطولة العالم                    |             |              |                 | قالب:ذهب1    |       |            |          |        |
| 2021  | بطولة العالم                               |             |              |                 | قالب:ذهب1    |       |            |          |        |
| 2022  | بطولة الولايات المتحدة الكلاسيكية          |             |              |                 | قالب:ذهب1    |       |            |          |        |
| 2022  | بطولة الولايات المتحدة الوطنية             |             |              |                 | قالب:ذهب1    |       |            |          |        |
| 2022  | بطولة العالم                               | 5           |              |                 | 5            |       |            |          |        |
| 2023  | كأس الشتاء                                 |             |              |                 | قالب:برونز3  |       |            |          |        |
| 2023  | بطولة الولايات المتحدة الكلاسيكية          |             |              |                 | قالب:ذهب1    |       |            |          |        |
| 2023  | بطولة الولايات المتحدة الوطنية             |             |              |                 | قالب:ذهب1    |       |            |          |        |
| 2023  | دورة الألعاب الأمريكية                     | قالب:ذهب1   |              |                 | 5            |       |            |          |        |
| 2024  | كأس الشتاء                                 |             |              |                 | قالب:فضة2    |       |            |          |        |
| 2024  | كأس العالم في باكو                         |             |              |                 | قالب:ذهب1    |       |            |          |        |
| 2024  | بطولة الولايات المتحدة الوطنية             |             |              |                 | قالب:ذهب1    |       |            |          |        |
| 2024  | التجارب الأولمبية                          |             |              |                 | قالب:فضة2    |       |            |          |        |
| 2024  | الألعاب الأولمبية                          | قالب:برونز3 |              |                 | قالب:برونز3  |       |            |          |        |

## وصلات خارجية
- ستيفن نيدوروسيك على موقع الاتحاد الدولي للجمباز (licence) (الإنجليزية)
- ستيفن نيدوروسيك على موقع الاتحاد الدولي للجمباز (biography) (الإنجليزية)
- ستيفن نيدوروسيك على موقع الاتحاد الأمريكي للجمباز (الإنجليزية)
- ستيفن نيدوروسيك على موقع اللجنة الأولمبية الدولية (الإنجليزية)
- {{USOPC profile}} template missing ID and not present in Wikidata.
- ستيفن نيدوروسيك في رابطة المكعب العالمية